# Dragomir Nikolić
Dragomir Nikolić – były serbski trener piłkarski. W latach 1959–1961 wraz z Aleksandarem Tirnaniciem i Ljubomirem Lovriciem trenował reprezentację Jugosławii.